# Dvärgflygfalanger
Dvärgflygfalanger (Acrobatidae) är en familj i underklassen pungdjur. I familjen finns två släkten med var sin art, dvärgflygpungmus eller australisk dvärgflygfalanger (Acrobates pygmaeus) och fjädersvansfalanger (Distoechurus pennatus).

## Utseende
Bara arten dvärgflygpungmus har en glidmembran som är fast vid djurets extremiteter. Kännetecknande för bägge arter är svansen som bär långa hår och som liknar en fjäder. Dessa små pungdjur når en kroppslängd mellan 6 och 12 centimeter och en vikt från 10 till 68 gram. Den mjuka pälsen är gråbrun på ovansidan och ljusare till vitaktig på undersidan. Fjädersvansfalanger har dessutom svarta streck i ansiktet. Familjens arter har liknande konstruktion av örat och av skallen, vad som skiljer de från andra pungdjur. Tandformeln är I 3/2 C 1/0 P 3/3 M 4/4, alltså 40 tänder.

## Utbredning och levnadssätt
Dvärgflygpungmusen förekommer vid Australiens östa kustlinje och Distoechurus pennatus lever på Nya Guinea. Bägge arter är aktiva på natten. Under dagen gömmer de sig i olika tillflyktsorter som håligheter i träd eller självbyggda bon. Individerna lever antingen ensam eller i familjegrupper som ibland kan ha över 16 medlemmar när flera generationer lever tillsammans.
Dessa djur livnär sig av insekter, maskar, frukter och ibland även av nektar som de slickar med sina långa tungor.

## Systematik
Arternas indelning i systematiken var länge omstridd. Tidigare räknades de till familjerna klätterpungdjur eller dvärgpungsovare och först sedan 1980-talet klassas de som egen familj. Efter nyare forskningar är den närmaste släkting snabelpungdjuret. Glidmembranen är inget tecken på släktskap på grund av att den förekommer i tre olika familjer – flygpungekorrar, ringsvanspungråttor och dvärgflygfalanger.